# Apogonalia woodruffi
Apogonalia woodruffi är en insektsart som beskrevs av Young 1977. Apogonalia woodruffi ingår i släktet Apogonalia och familjen dvärgstritar. Inga underarter finns listade i Catalogue of Life.